# هامبتون (فيرجينيا)
هامبتون (بالإنجليزية: Hampton, Virginia)‏ هي مدينة مستقلة (الولايات المتحدة) تقع في الولايات المتحدة في فيرجينيا. يقدر عدد سكانها بـ 137,436 نسمة ومساحتها 352.24 كم2 وترتفع عن سطح البحر 3 متر.

## التركيبة السكانية
حدّد مكتب تعداد الولايات المتحدة بيانات التركيبة السكانية لهامبتون في تعداد الولايات المتحدة. في ما يلي، التركيبة السكانية حسب تعدادي 2000 و2010.

### تعداد عام 2000
بلغ عدد سكان هامبتون 146,437 نسمة بحسب تعداد عام 2000، وبلغ عدد الأسر 53,887 أسرة وعدد العائلات 35,911 عائلة مقيمة في المدينة. في حين سجلت الكثافة السكانية 414.9 نسمة لكل كيلومتر مربع (1,074.6/ميل2). وبلغ عدد الوحدات السكنية 57,311 وحدة بمتوسط كثافة قدره 162.4 لكل كيلومتر مربع (420.6/ميل2).
وتوزع التركيب العرقي للمدينة بنسبة 49.55% من البيض و44.68% من الأمريكيين الأفارقة و0.42% من الأمريكيين الأصليين و1.84% من الأمريكيين ذوي الأصول الآسيوية و0.09% من سكان جزر المحيط الهادئ و1.03% من الأعراق الأخرى و2.39% من عرقين مختلطين أو أكثر و2.84% من الهسبانيون أو اللاتينيون من أي عرق.
بلغ عدد الأسر 53,887 أسرة كانت نسبة 36.8% منها لديها أطفال تحت سن الثامنة عشر تعيش معهم، وبلغت نسبة الأزواج القاطنين مع بعضهم البعض 46.2% من أصل المجموع الكلي للأسر، ونسبة 16.4% من الأسر كان لديها معيلات من الإناث دون وجود شريك، بينما كانت نسبة 4% من الأسر لديها معيلون من الذكور دون وجود شريكة وكانت نسبة 33.4% من غير العائلات. تألفت نسبة 26.6% من أصل جميع الأسر من عدة أفراد يعيشون في نفس المنزل ونسبة 7.9% كانت تتألف من شخص يعيش بمفرده يبلغ من العمر 65 عاماً أو أكثر. وبلغ متوسط حجم الأسرة المعيشية 2.49، أما متوسط حجم العائلات فبلغ 3.02.
بلغ العمر الوسطي للسكان 34.0 عاماً. وكانت نسبة 24.1% من القاطنين تحت سن الثامنة عشر، وكانت نسبة 9.2% بين الثامنة عشر والرابعة والعشرين عاماً، ونسبة 28.4% كانت واقعةً في الفئة العمرية ما بين الخامسة والعشرين والرابعة والأربعين عاماً، ونسبة 19.9% كانت ما بين الخامسة والأربعين والرابعة والستين، ونسبة 9.9% كانت ضمن فئة الخامسة والستين عاماً فما فوق. يوجد لكل 100 أنثى 92.1 ذكر، ويوجد لكل 100 أنثى في الثامنة عشر من عمرها فما فوق 88.3 ذكر.
بلغ متوسط دخل الأسرة في المدينة 31,836 دولارًا، أما متوسط دخل العائلة فبلغ 38,100 دولارًا. وكان متوسط دخل الذكور 29,936 دولارًا مقابل 22,066 دولارًا للإناث. وسجل دخل الفرد الخاص بالمدينة 15,677 دولارًا. وكانت نسبة 12.6% من العائلات ونسبة 16.2% من السكان تحت خط الفقر، وكان من هؤلاء نسبة 24.5% تحت سن الثامنة عشر ونسبة 11.7% في الخامسة والستين من العمر وما فوق.

### تعداد عام 2010
بلغ عدد سكان هامبتون 137,436 نسمة بحسب تعداد عام 2010، وبلغ عدد الأسر 55,031 أسرة وعدد العائلات 35,061 عائلة مقيمة في المدينة. في حين سجلت الكثافة السكانية 389.4 نسمة لكل كيلومتر مربع (1,008.5/ميل2). وبلغ عدد الوحدات السكنية 59,566 وحدة بمتوسط كثافة قدره 168.8 لكل كيلومتر مربع (437.2/ميل2).
وتوزع التركيب العرقي للمدينة بنسبة 42.67% من البيض و49.55% من الأمريكيين الأفارقة و0.43% من الأمريكيين الأصليين و2.18% من الأمريكيين ذوي الأصول الآسيوية و0.11% من سكان جزر المحيط الهادئ و1.33% من الأعراق الأخرى و3.73% من عرقين مختلطين أو أكثر و4.54% من الهسبانيون أو اللاتينيون من أي عرق.
بلغ عدد الأسر 55,031 أسرة كانت نسبة 32% منها لديها أطفال تحت سن الثامنة عشر تعيش معهم، وبلغت نسبة الأزواج القاطنين مع بعضهم البعض 41% من أصل المجموع الكلي للأسر، ونسبة 18.1% من الأسر كان لديها معيلات من الإناث دون وجود شريك، بينما كانت نسبة 4.6% من الأسر لديها معيلون من الذكور دون وجود شريكة وكانت نسبة 36.3% من غير العائلات. تألفت نسبة 29.2% من أصل جميع الأسر من عدة أفراد يعيشون في نفس المنزل ونسبة 8.7% كانت تتألف من شخص يعيش بمفرده يبلغ من العمر 65 عاماً أو أكثر. وبلغ متوسط حجم الأسرة المعيشية 2.42، أما متوسط حجم العائلات فبلغ 2.99.
بلغ العمر الوسطي للسكان 35.5 عاماً. وكانت نسبة 22.8% من القاطنين تحت سن الثامنة عشر، وكانت نسبة 12.8% بين الثامنة عشر والرابعة والعشرين عاماً، ونسبة 25.6% كانت واقعةً في الفئة العمرية ما بين الخامسة والعشرين والرابعة والأربعين عاماً، ونسبة 26.6% كانت ما بين الخامسة والأربعين والرابعة والستين، ونسبة 12.3% كانت ضمن فئة الخامسة والستين عاماً فما فوق. وتوزع التركيب الجنسي للسكان بنسبة 47.8% ذكور و52.2% إناث.

## المدن التوأمة
مدن ساوثهامبتون، فوندوم وبيترماريتزبرغ هي مدن توأمة لـهامبتون (فيرجينيا).

## أعلام
- ديفيد وليامز
- ماثيو ريدجواي
- تشارلز إتش زيمرمان
- صموئيل بارون
- كونراد وايز شابمان
- ديفيد بوب
- ألن إيفرسون
- ماري جاكسون
- إتش ألين أور
- روبرت ساتشر
- دوروثي جونسون فون